# 蘭奇萊恩 (印第安納州)
蘭奇萊恩（英語：Range Line）是位於美國印地安納州萊克縣的一個非建制地區。該地的面積和人口皆未知。